# Nathan Liebenbaum

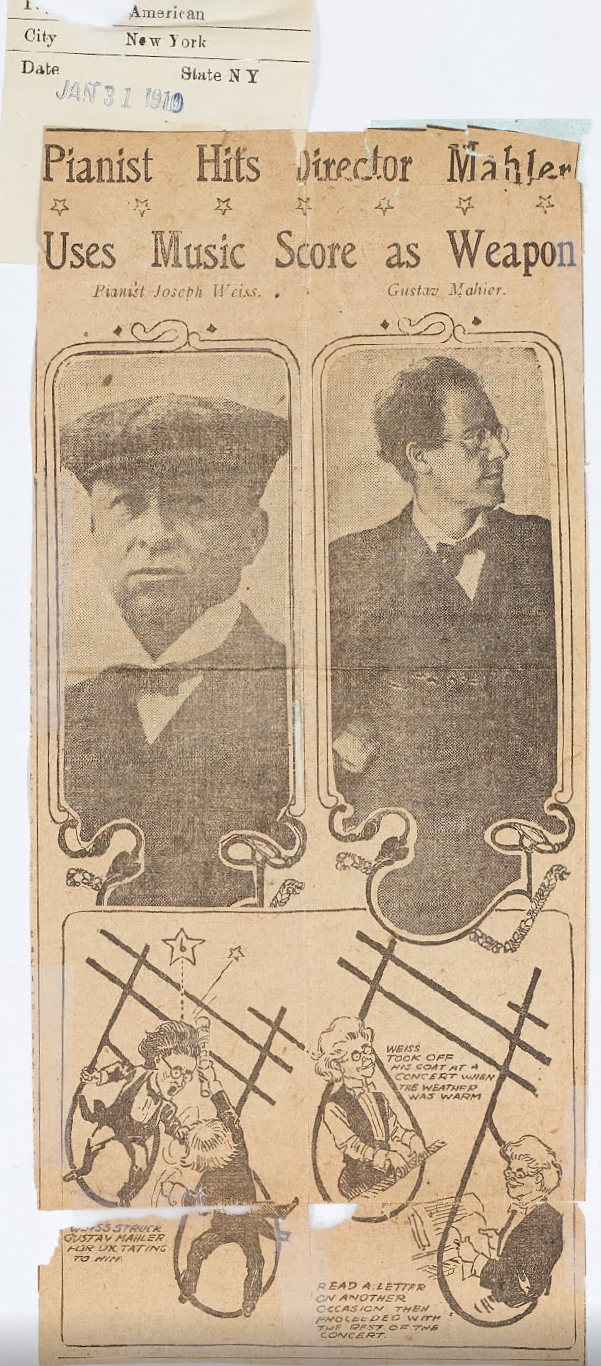
Porträts und Karikatur: Nach dem Zweiten Weltkrieg wurde Liebenbaum zu dem im Januar 1910 als Musiker miterlebten Zerwürfnis zwischen dem Pianisten Joseph Weiss und dem Dirigenten Gustav Mahler interviewt;
Zeitungsausschnitt vom 31. Januar 1910, New York

Nathan Liebenbaum (geboren am 13. November 1890 in Łódź; gestorben am 24. Mai 1971 in Los Angeles) war ein russisch-polnischer, später amerikanischer Cellist.

## Leben
Liebenbaum stammte aus jüdischer Familie, sein Vater war der Kaufmann Abraham (auch Adolf) Liebenbaum (* 1864/65 Warschau; † 1923 Berlin), seine Mutter Emilie Liebenbaum, geborene Zweig (* 1862/63 Sieradz;  † 1932 Berlin). 1906 zog die Familie von Warschau nach (Berlin)-Schöneberg, wo der Vater eine Schlosserei eröffnete.
Nathan Liebenbaum war 1910 Mitglied der New Yorker Philharmoniker unter dem Komponisten und Dirigenten Gustav Mahler. Als solcher erlebte er die sogenannte Weiss-Affäre, als sich der Pianist Josef Weiss Ende Januar 1910 mit Mahler während einer Konzertprobe unter Gewaltanwendung endgültig zerstritt.
Ebenfalls Anfang des 20. Jahrhunderts wirkte Liebenbaum in Berlin als Musiker in dem Stummfilm-Lichtspielhaus Amor in der Uhlandstraße 18 in Wilmersdorf. Nach dem Ausbruch des Ersten Weltkrieges nutzte der Musiker K. Schiementz vom Berliner Ensemble-Musiker-Bund die Gelegenheit zur Ausgrenzung unerwünschter Konkurrenz durch ein Schreiben an das Oberkommando in den Marken in Brandenburg: Anders als die im „feindlichen Ausland“ unterdrückten Mitstreiter genössen aus dem Ausland stammende Musiker in Deutschland nicht nur größtmögliche Freiheiten, sondern würden dort mitunter sogar bevorzugt engagiert werden, weil sie die üblichen Gagen erheblich unterböten. Zu den von Schiementz gegenüber dem Oberkommando namentlich mit Herkunftsland und Adressangaben genannten Musikern gehörte auch Nathan Liebenbaum.
1919 heiratete Liebenbaum in Berlin die Modistin  Helene Rittweger (* 1885, Jüterbog). Die Ehe wurde 1932 aufgelöst.
Später wirkte Liebenbaum als Solist im Berliner Blüthner-Orchester.
Im August 1923 emigrierte Liebenbaum zusammen mit seiner Ehefrau in die Vereinigten Staaten, 1929 wurde seinem  Einbürgerungsantrag stattgegeben. Im April 1935 heiratete er in zweiter Ehe die Lehrerin Minnette Friedman (* 1905 Chicago;  † 1999 Irvine). Das Paar hatte zwei Kinder: Lawrence Fried (1935–2018) und Linda Ann (* 1938).
1937 spielte er in einem Kammerkonzert mit Alice Coleman Batchelder in einem ihrer „Coleman Chamber Concerts“.
Liebenbaum war Mitglied im Ensemble der New York Symphony Society. Er zählte vierzehn Jahre zum Ensemble der amerikanischen Filmgesellschaft Warner Bros. und  spielte für die R.K.O. Studios.
Während des Zweiten Weltkrieges spielte Liebenbaum am 18. August 1944 in Los Angeles im Orchester bei Metro-Goldwyn-Mayer (MGM) unter der Leitung von George Stoll den Part des Violoncellisten für die Aufnahme von I Fall In Love Too Easily, der Filmmusik für das in der Hauptrolle von Frank Sinatra gespielten Filmmusical Anchors Aweigh (Urlaub in Hollywood).
Nach Kriegsende war Liebenbaum vier Jahre als Solo-Cellist bei den Eagle-Lion Studios tätig.
Anfang der 1950er Jahre spielte Liebenbaum in Van Nuys in Kalifornien gemeinsam mit der Konzertpianistin Hilda Hemer während einer Ehren-Veranstaltung für Margaret Carter, der Großmutter von Ferdinand Mendenhall, dem Vizepräsidenten der Daily News of Los Angeles.
Nathan Liebenbaum war ebenso wie sein Musikerkollege, der Fagottist Benjamin Kohon, Mitglied im Ensemble der Philharmonic Society of New York, als die beiden 1967 für die von Columbia Masterworks in limitierter Erstauflage veröffentlichte und von Leonard Bernstein dirigierte Gesamtausgabe aller neun Symphonien von Gustav Mahler spielten.